# 石門峰紀念公園
石门峰纪念公园是位于湖北省武汉市洪山区的一座公园式公墓及生命纪念公园，临近东湖。目前采取企业化管理模式，由武汉石门峰纪念公园有限公司负责管理运营。

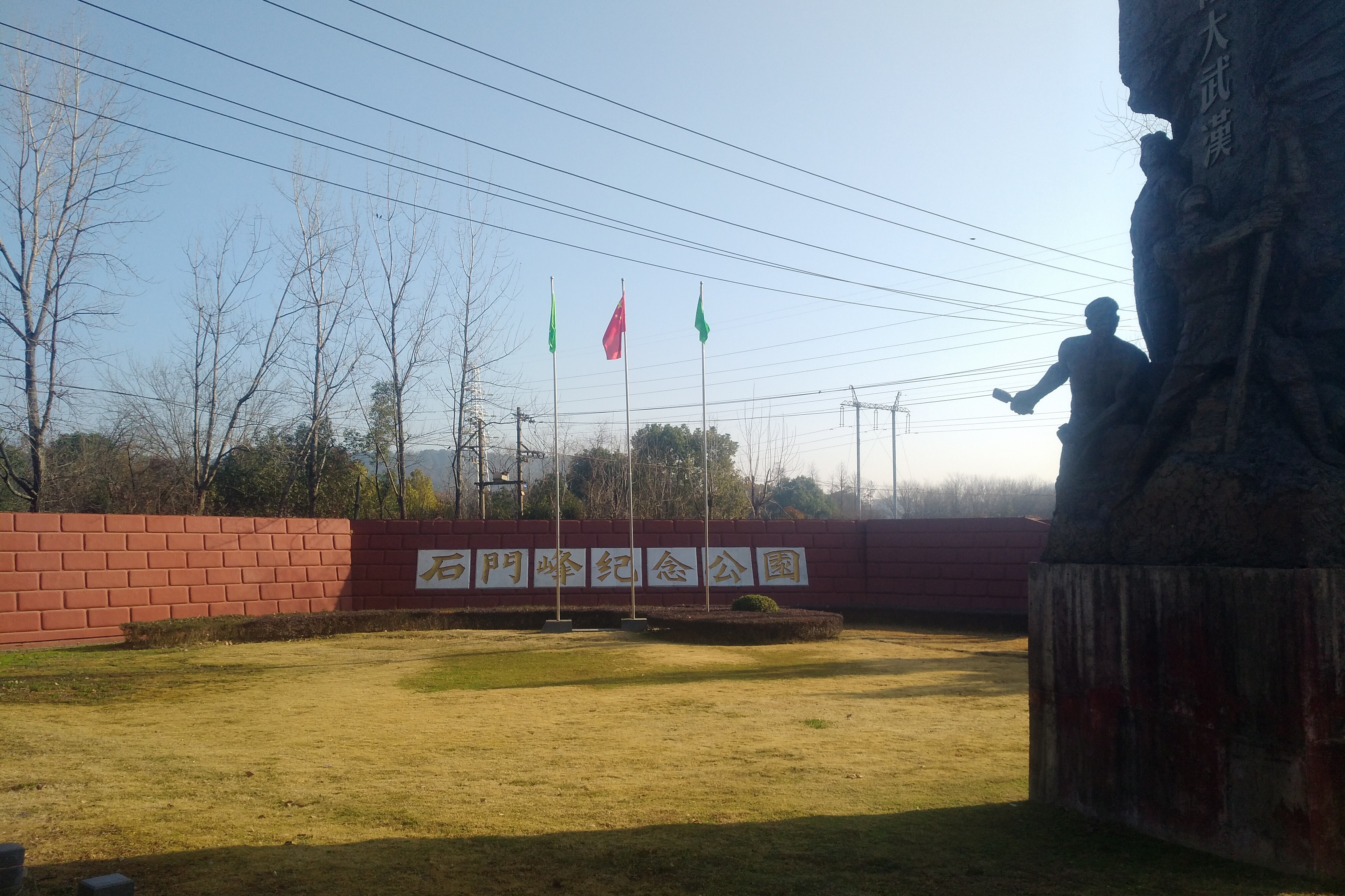
石门峰纪念公园正门

## 历史
早在民国时期，石门峰附近山林就已辟为墓地，1946年后，因喻家山一带公墓建筑征地，老坟多往石门峰迁葬。1954年6月，正式划为公墓区，占地1100亩，开始由民政部门管理。1965年4月设石门峰公墓管理处专门管理。但多年因缺乏规划，私埋滥葬现象严重。
1994年洪山区人民政府与深圳市南山区合作、引入深圳民资进行第一次大规模改造，突出公共服务设施的改善，陵园广场入口修建浮雕壁画《日月星光山川林海》和《九头鸟升天》。另设名人文化广场占地百余亩。
此次改造以实施“环境创新、管理创新、服务创新为中心内容”。按照“变陵园为公园，以陵园养公园，用公园带陵园”的思路，对旧公墓进行改造，以名人为载体，公园为基地，经过十余年，终于改变“乱葬岗”的形象。陵园十分注重保护生态环境、节约用地，大力倡导树、花、草等环保和艺术葬式，三分之一的土地用来开发陵园，三分之二的土地用于建设公园。
2015年，在园内设立武汉首个抗战主题纪念馆。
2023年10月21日，在著名歌手李玟下葬石门峰不久，受李玟家属的支持，石门峰纪念公园承办了《武汉姑娘回家——CoCo李玟纪念展》，向公众展出1000件李玟相关展品，包括她在历场演唱会的表演服，不少为首次展出。相关展览持续到2024年10月31号结束。

## 安葬在石门峰的名人
- 严政（中华人民共和国开国少将）
- 杨晓波 （第十二届全国人民代表大会湖北地区代表，黄石市人民政府前市长，长江财险前董事长）
- 刘政德（中国著名雕塑家、湖北美术学院教授、中国雕塑学会常务理事）
- 张俐娜（中国科学院化学部院士、化学家、武汉大学教授、安塞姆·佩恩奖首位获奖的中国人）
- 段正澄（中国工程院院士、机械制造与自动化专家、华中科技大学教授）
- 章开沅（中国历史学家、教育家）
- 李玟[4]
- 姚贝娜

### 衣冠冢
- 魏宸组

## 图集

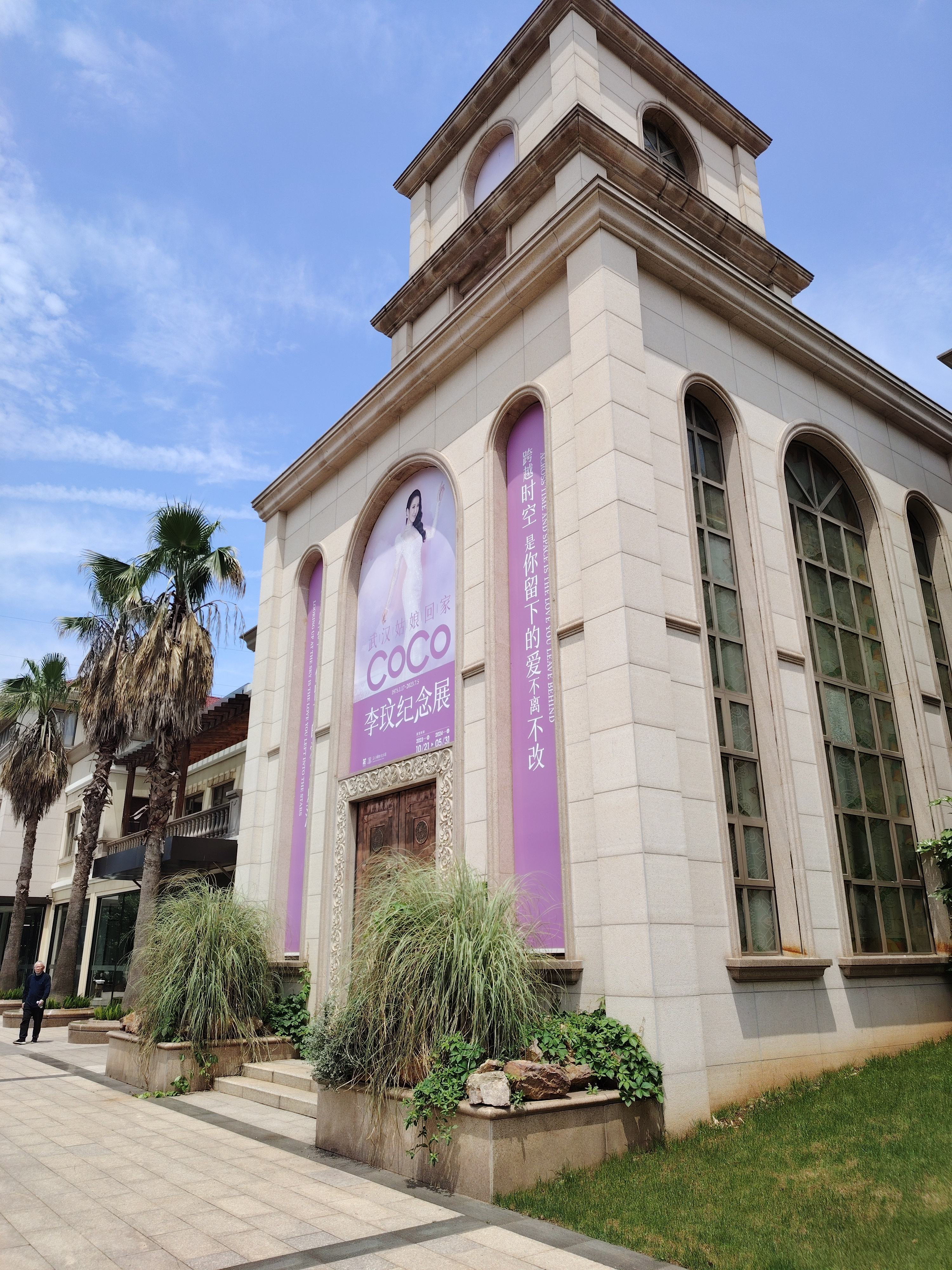
纪念馆
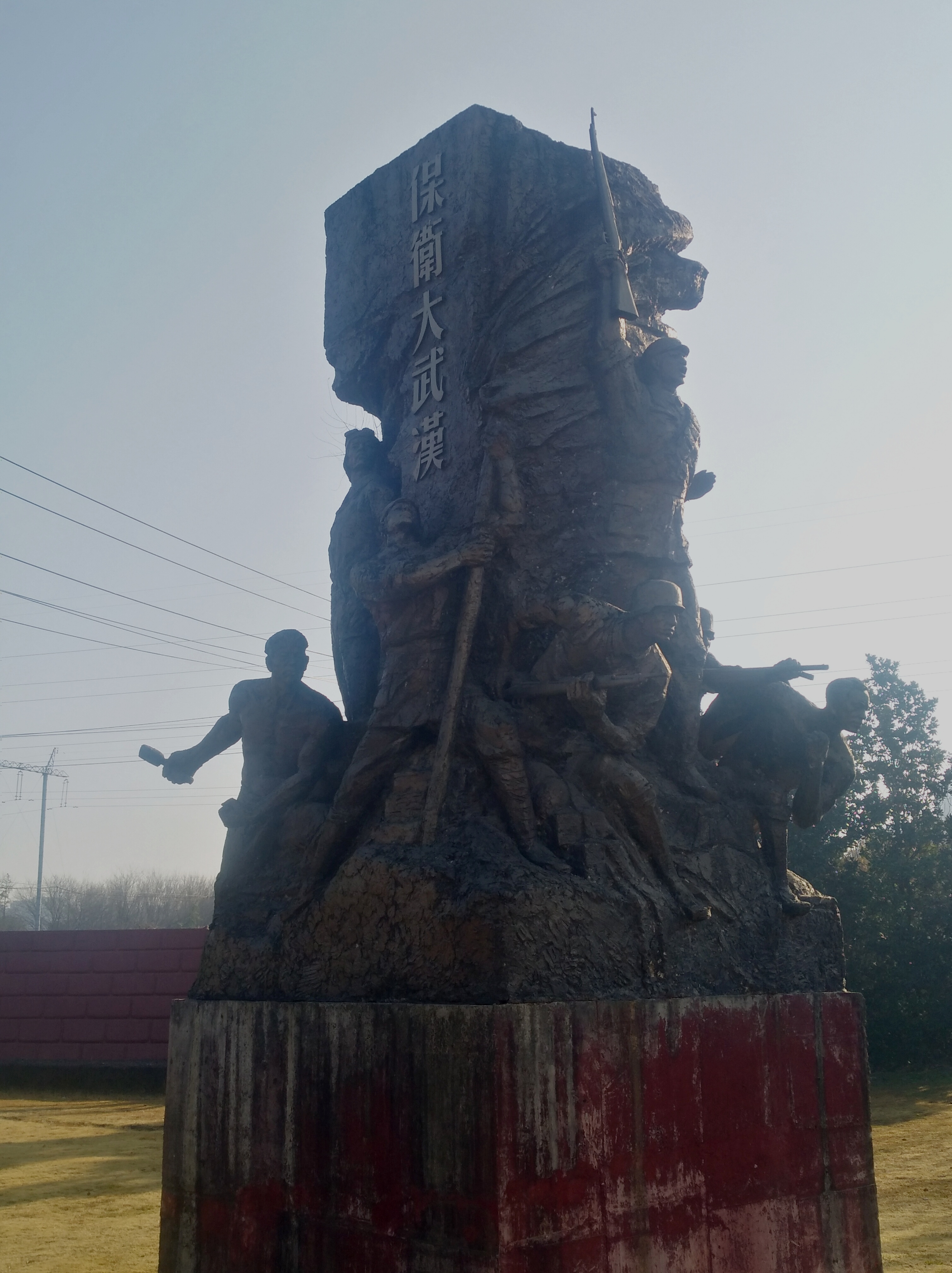
“保卫大武汉”雕像
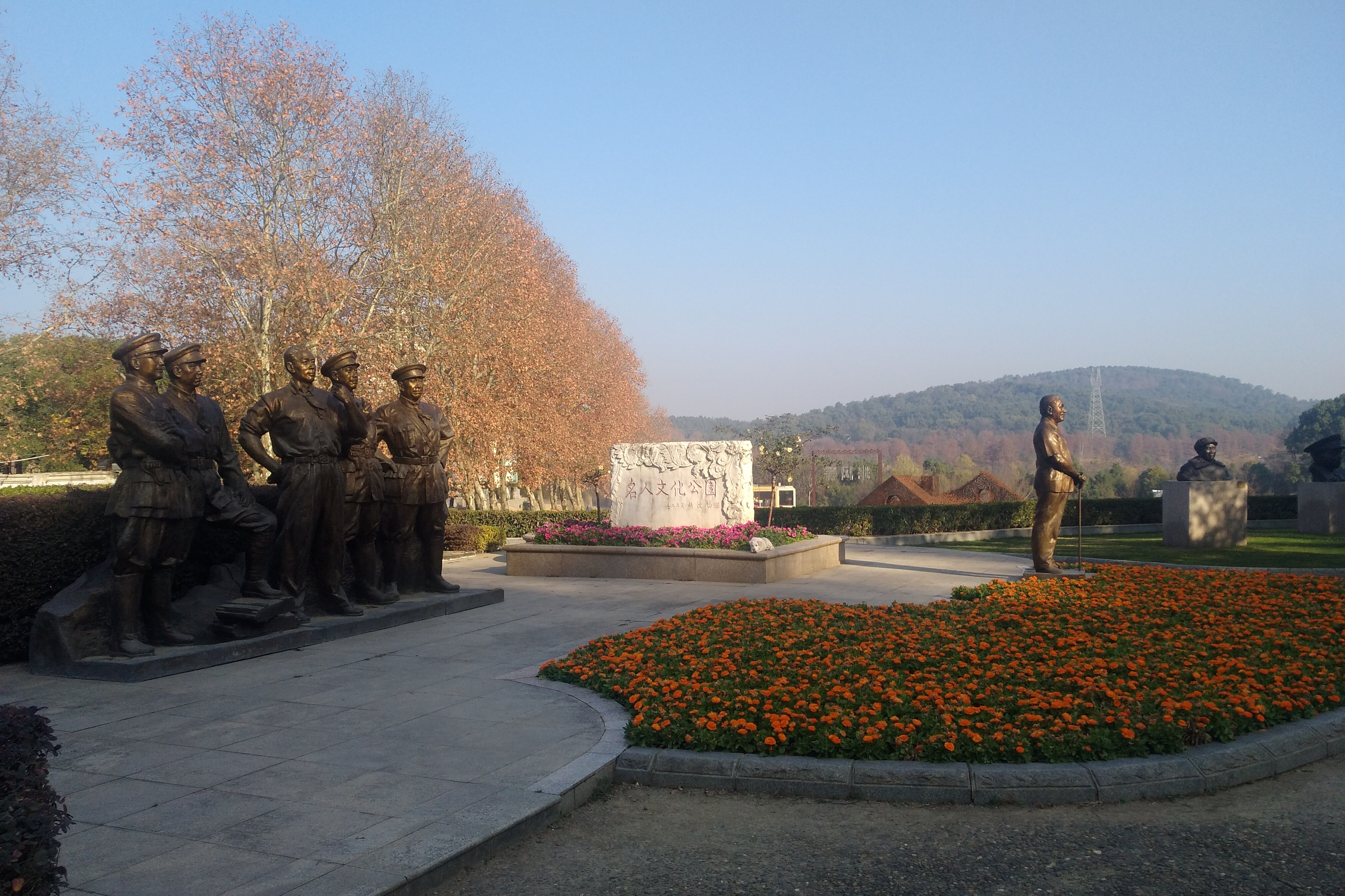
石门峰名人纪念公园及抗战英雄雕像
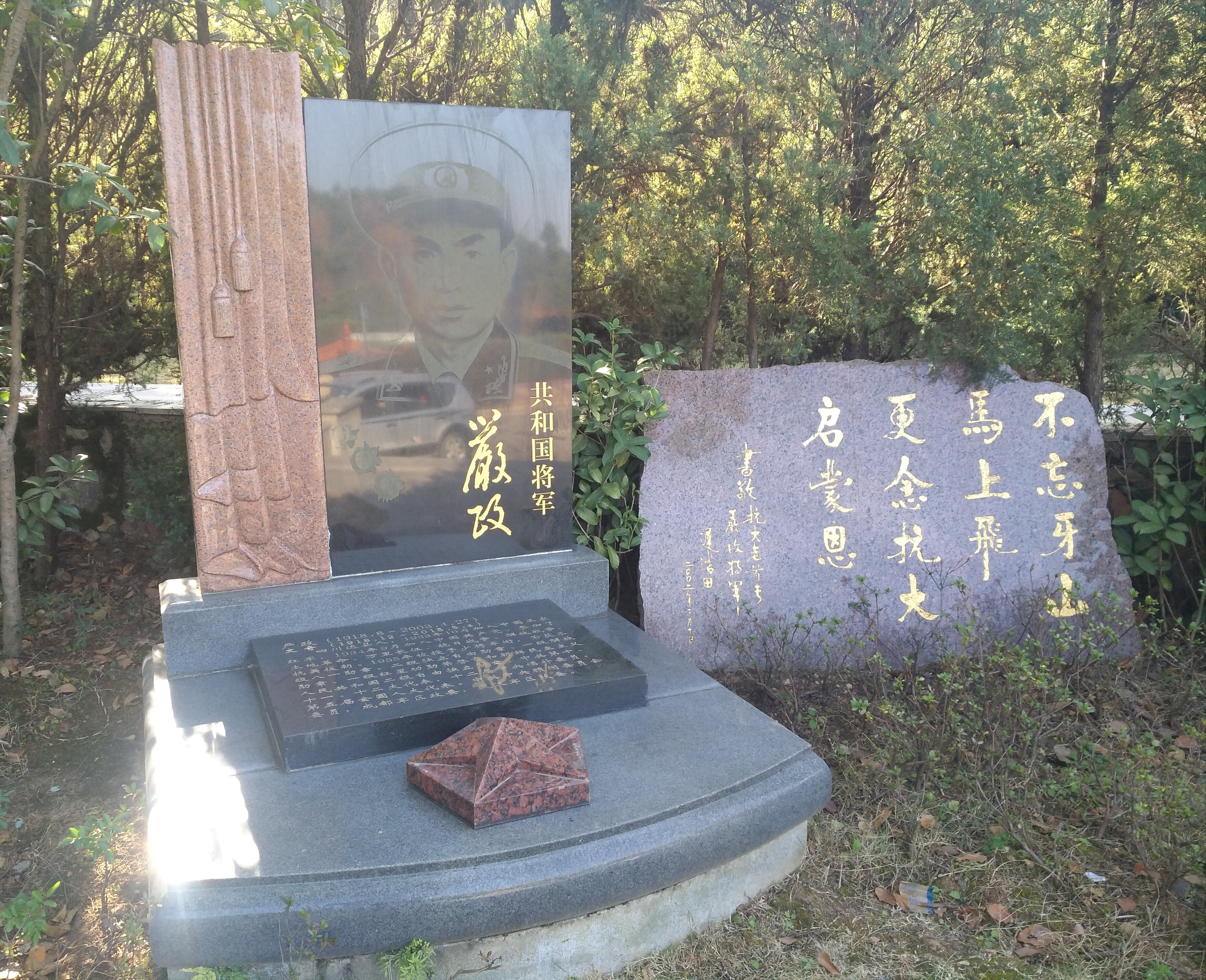
严政少将的墓地
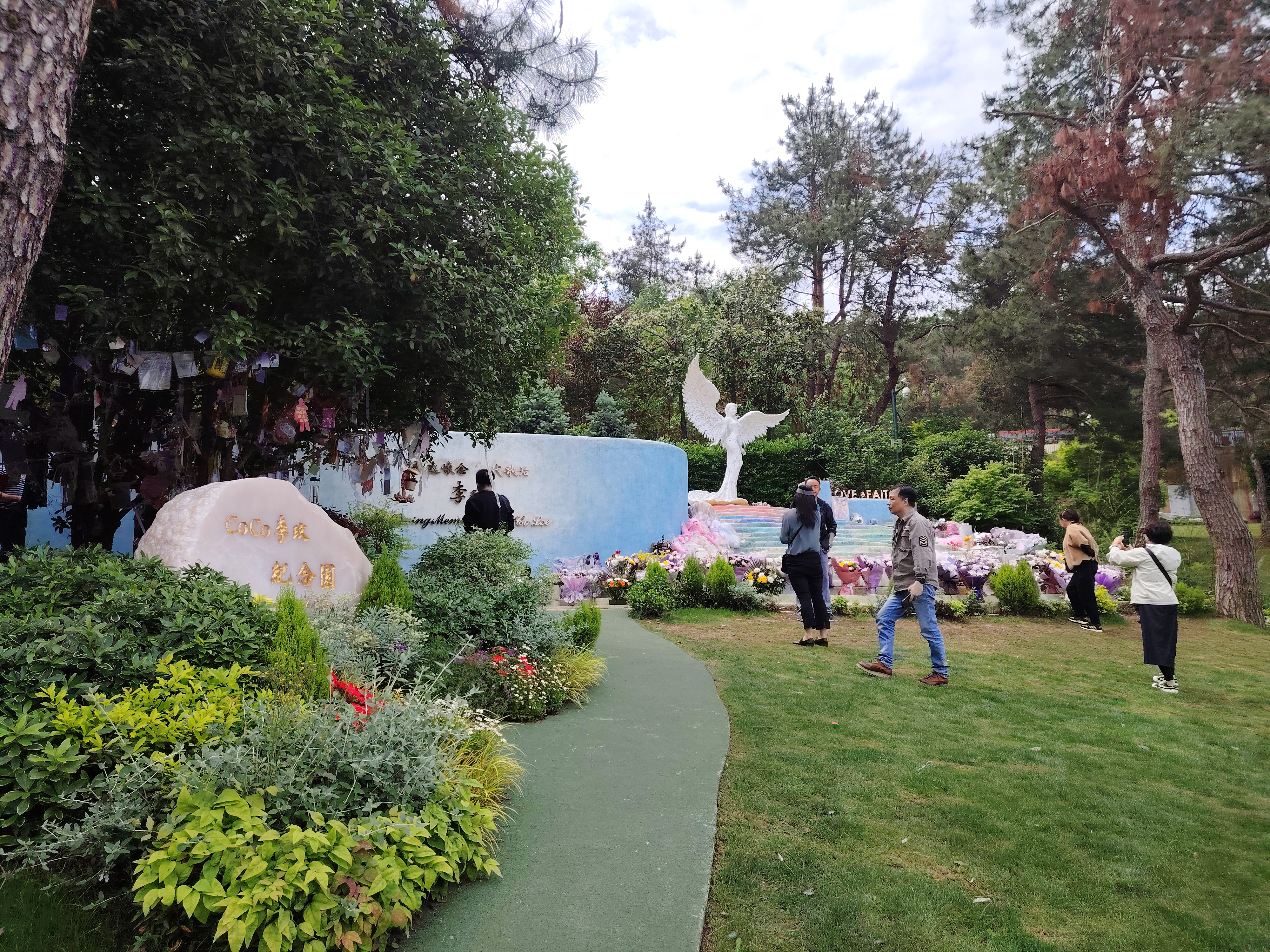
李玟的墓地——COCO纪念园
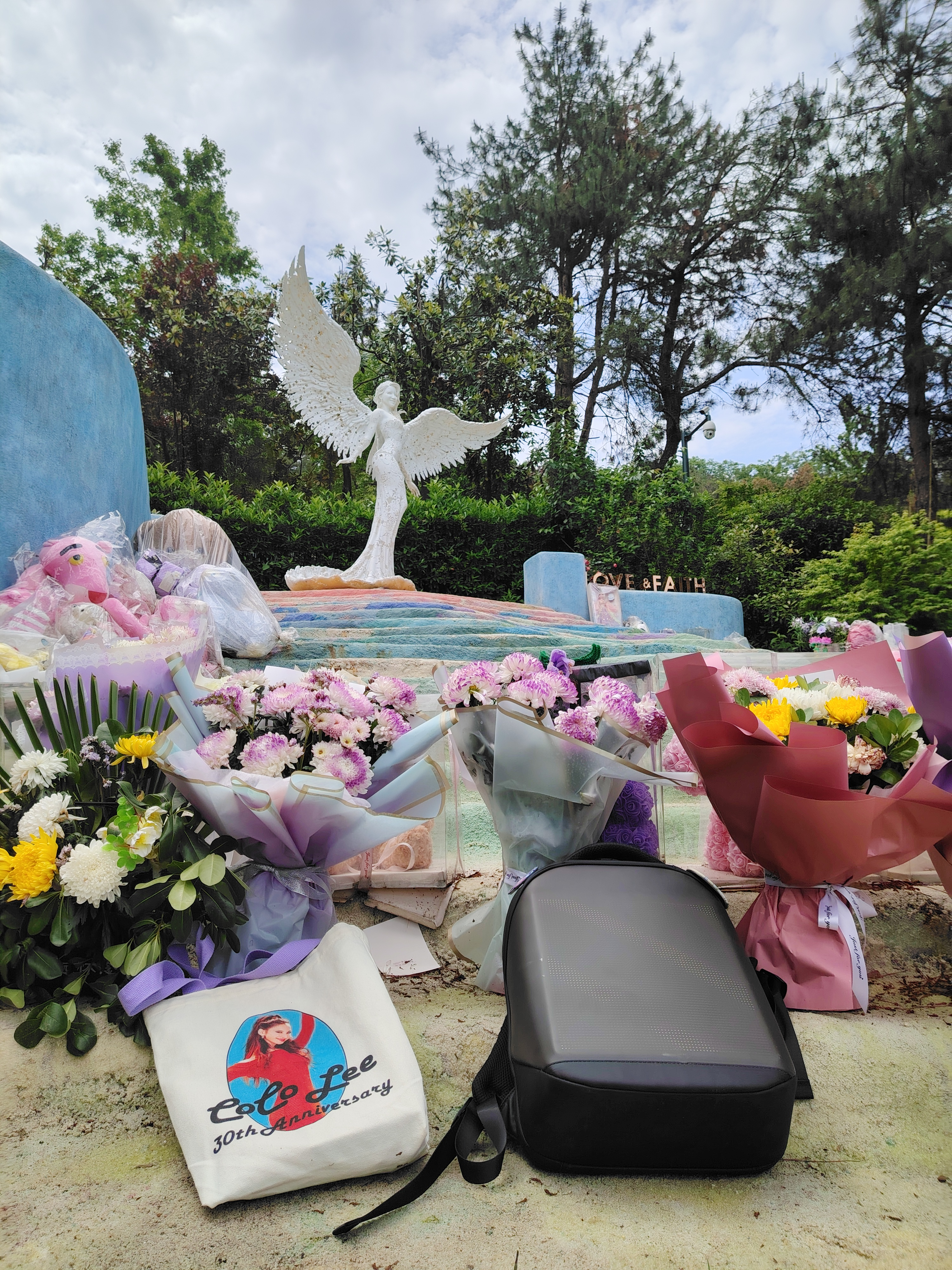
COCO纪念园的李玟雕像
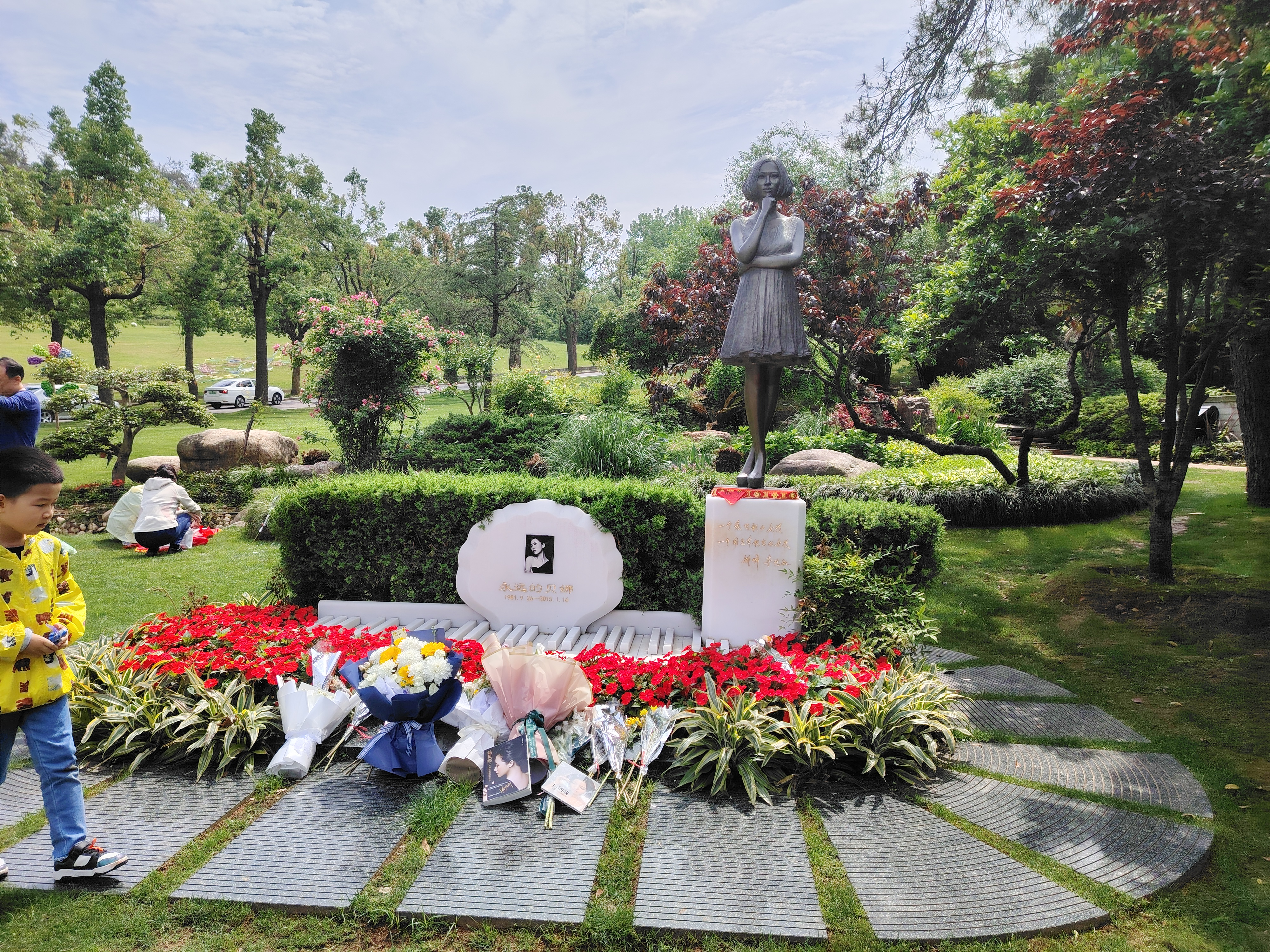
姚贝娜的墓地